# Arctia mageritana
Arctia mageritana là một loài bướm đêm thuộc phân họ Arctiinae, họ Erebidae.